# Transasom
Transasom foi um programa de músicas apresentado na Rádio e TV Gaúcha (RBS TV), apresentado por Pedro Sirotsky na década de 1970. Em 4 de outubro de 2007 foi lançado um livro com histórias sobre o programa.